# Josef Echter
Josef Echter (* 2. September 1872 in Landshut; † 14. Januar 1952 in München) war ein deutscher Landrat.

## Leben
Josef Echter studierte nach dem Abitur Rechtswissenschaften an der Ludwig-Maximilians-Universität München und leistete nach der ersten juristischen Staatsprüfung seinen dreijährigen Vorbereitungsdienst, der ihn u. a. zum Amts- und Landgericht Landshut führte. Nach dem Großen juristischen Staatsexamen im Jahre 1899 war er zunächst als Rechtsanwalt und Regierungsakzessist tätig, bevor er am 16. August 1903 Bezirksamtsassessor in Grafenau und später in Dachau und Traunstein wurde. Zum 1. Oktober 1917 wurde er Bezirksamtsvorstand im Bezirksamt Aichach, wo er 1926 den Titel und Rang eines Oberregierungsrates erhielt und bis zu seiner Versetzung in den Ruhestand zum 1. Oktober 1937 blieb.
Während des Zweiten Weltkrieges leitete er das Ernährungs- und Wirtschaftsamt des Landkreises Miesbach. Vom 12. Juli 1945 an im Staatsministerium des Innern beschäftigt und am 1. November 1945 zum Oberregierungsrat befördert, kam am 26. November 1946 die Entfernung aus dem Dienst. 